# Северско-Донецкий национальный природный парк
Северско-Донецкий национальный природный парк (укр. Сіверсько-Донецький національний природний парк) — национальный природный парк, существовавший в период 11 декабря 2009 года — 21 октября 2010 года, расположенный на территории Кременского района Луганской области. Площадь — 7 007 гектаров.

## История
Охранный статус был присвоен согласно Указам Президента Украины N1129/2008 «О расширении сети и территорий национальных природных парков и других природно-заповедных объектов» и «О создании национального природного парка „Северско-Донецкий“».
Создан 11 декабря 2009 года с целью сохранения, воссоздания и рационального использования типичных и уникальных природных комплексов и объектов степной зоны, которые имеют важное природоохранное, рекреационное и культурно-образовательное значение. В территорию национального природного парка «Сиверско-Донецкий» включены 7007 гектаров земель государственной собственности, в том числе 3020 гектаров земель государственного предприятия «Кременское лесоохотничье хозяйство», которые были изъяты в установленном порядке и предоставлены национальному природному парку в постоянное пользование, а также 3987 гектаров земель государственного предприятия «Кременское лесоохотничье хозяйство», включаемых в состав национального природного парка без изъятия у данного предприятия.
21 октября 2010 года Высший административный суд Украины издал постановление, согласно которому признано незаконность Указа Президента Украины 11 декабря 2009 года № 1040/2009 "О создании национального природного парка «Северско-Донецкий». Это стало первым в истории Украины прецедентом отмены судом статуса национального парка.